# Dichtbloemige kruidkers
De dichtbloemige kruidkers (Lepidium densiflorum) is een eenjarige plant, die behoort tot de kruisbloemenfamilie (Brassicaceae). De soort stamt oorspronkelijk uit Noord-Amerika en is ingeburgerd in Europa en een aantal andere plaatsen. De soort is in Nederland vrij zeldzaam en is tussen 1975 en 1999 ingeburgerd in het stedelijk gebied. Het aantal chromosomen is 2n = 32.
De plant wordt 10-50 cm hoog. Op de stengel en de takken van de bloeiwijze zitten korte, rechte of iets gebogen, stompe tot knotsvormige haren. Het elliptische, grof getande, 2,5-8 cm lange en 0,5-1 cm brede, blad heeft een 0,5-1,5 cm lange bladsteel en een gewimperde rand. De bovenste 1-6 cm lange en tot 1 cm brede bladeren zijn lijn-lancetvormig en hebben een korte bladsteel.
De dichtbloemige kruidkers bloeit van mei tot in september. De bloeiwijze is een tros. De kelkbladen zijn 0,5-0,8 mm lang en 0,3-0,5 mm breed. De 0,3-0,9 mm grote kroonbladen zijn wit, maar zijn meestal afwezig. De bloem heeft twee 0,5-1 mm lange meeldraden met 0,2-0,4 mm grote helmhokjes.
De vrucht is een 2,5- 3 mm lang en 1,5-2,5 mm breed hauwtje. Het bruine zaad is 1,2 mm lang en 0,8 mm breed en heeft aan een zijde een smalle rand.

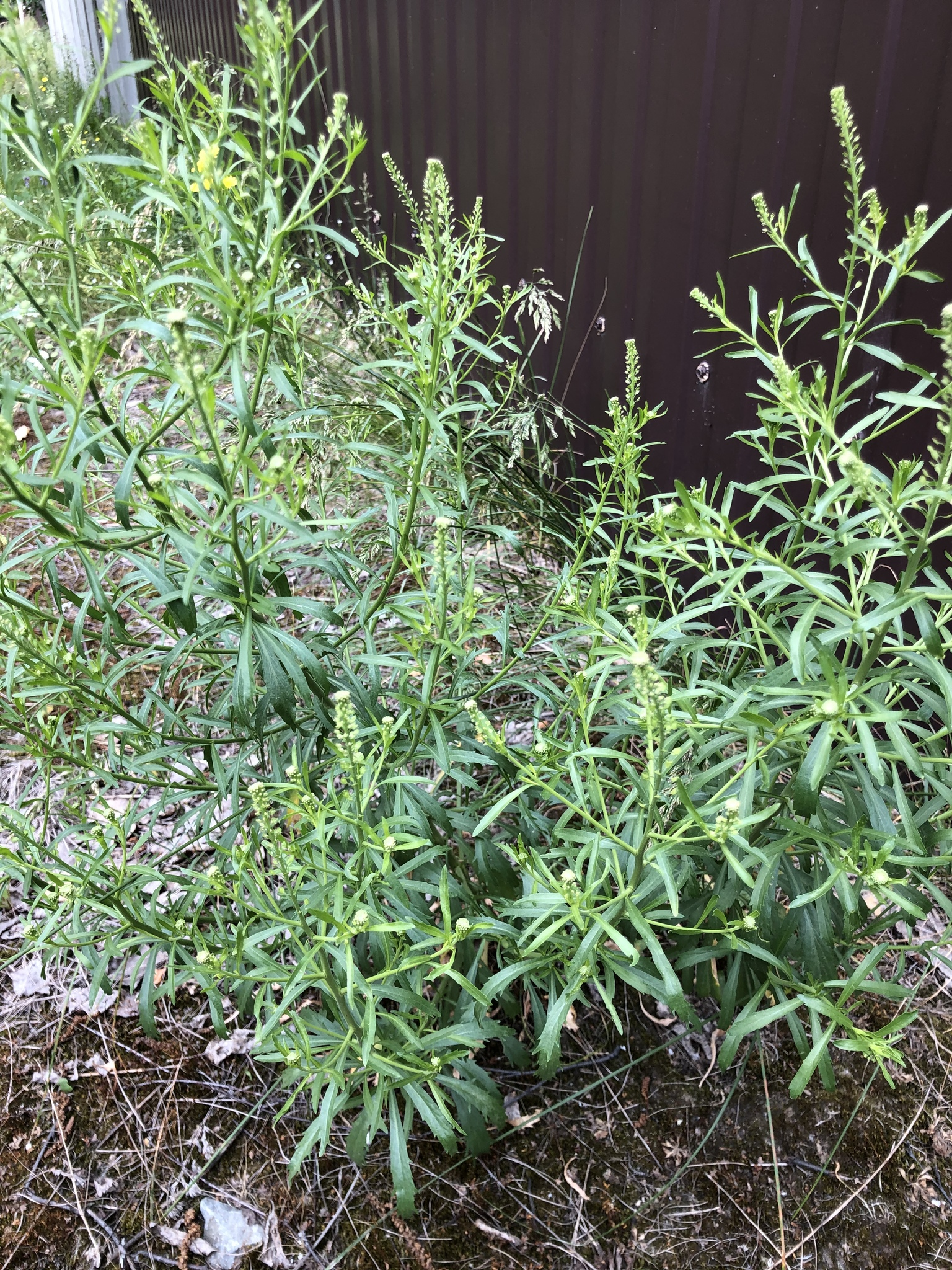
Plant
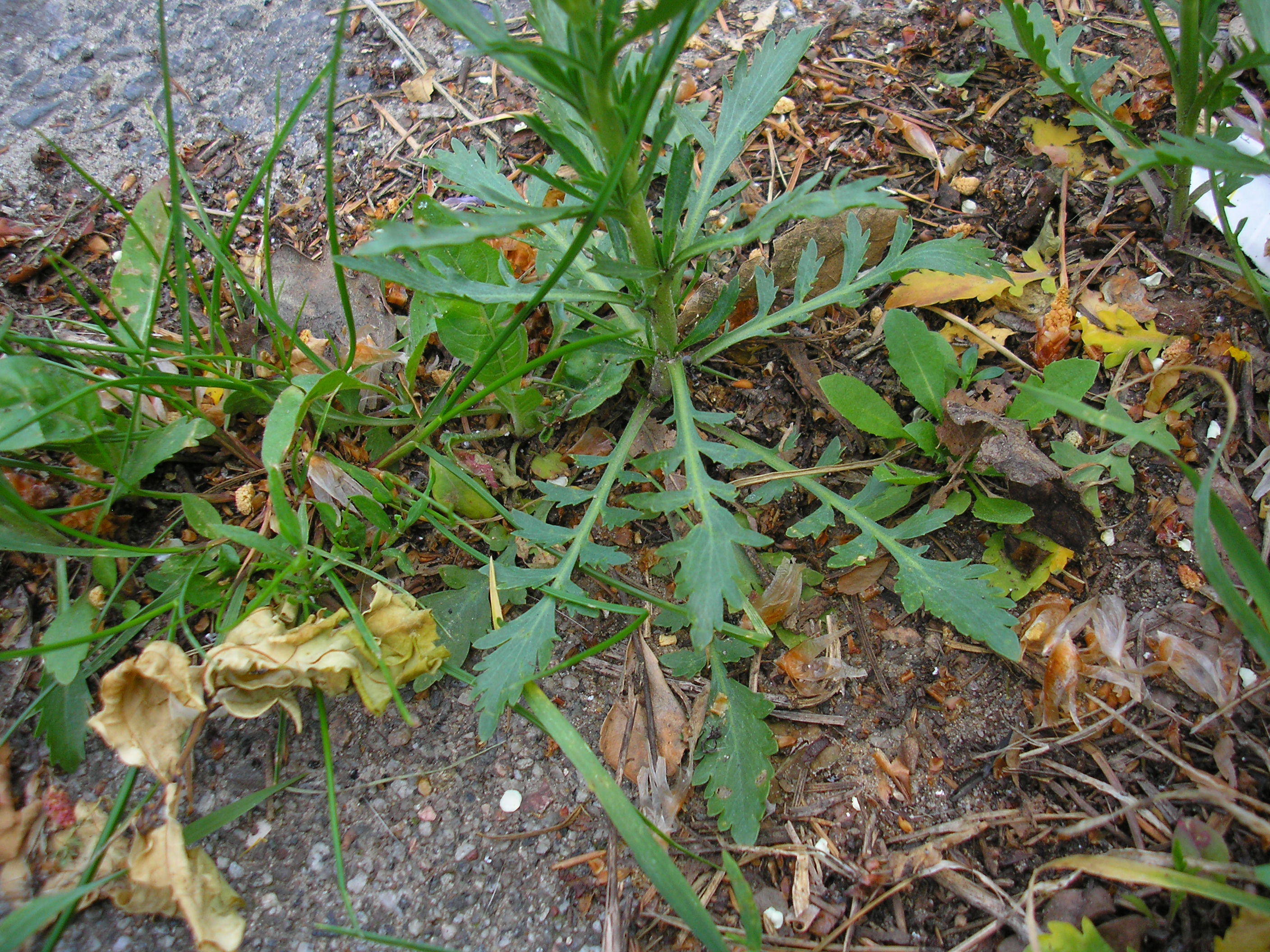
Bladeren
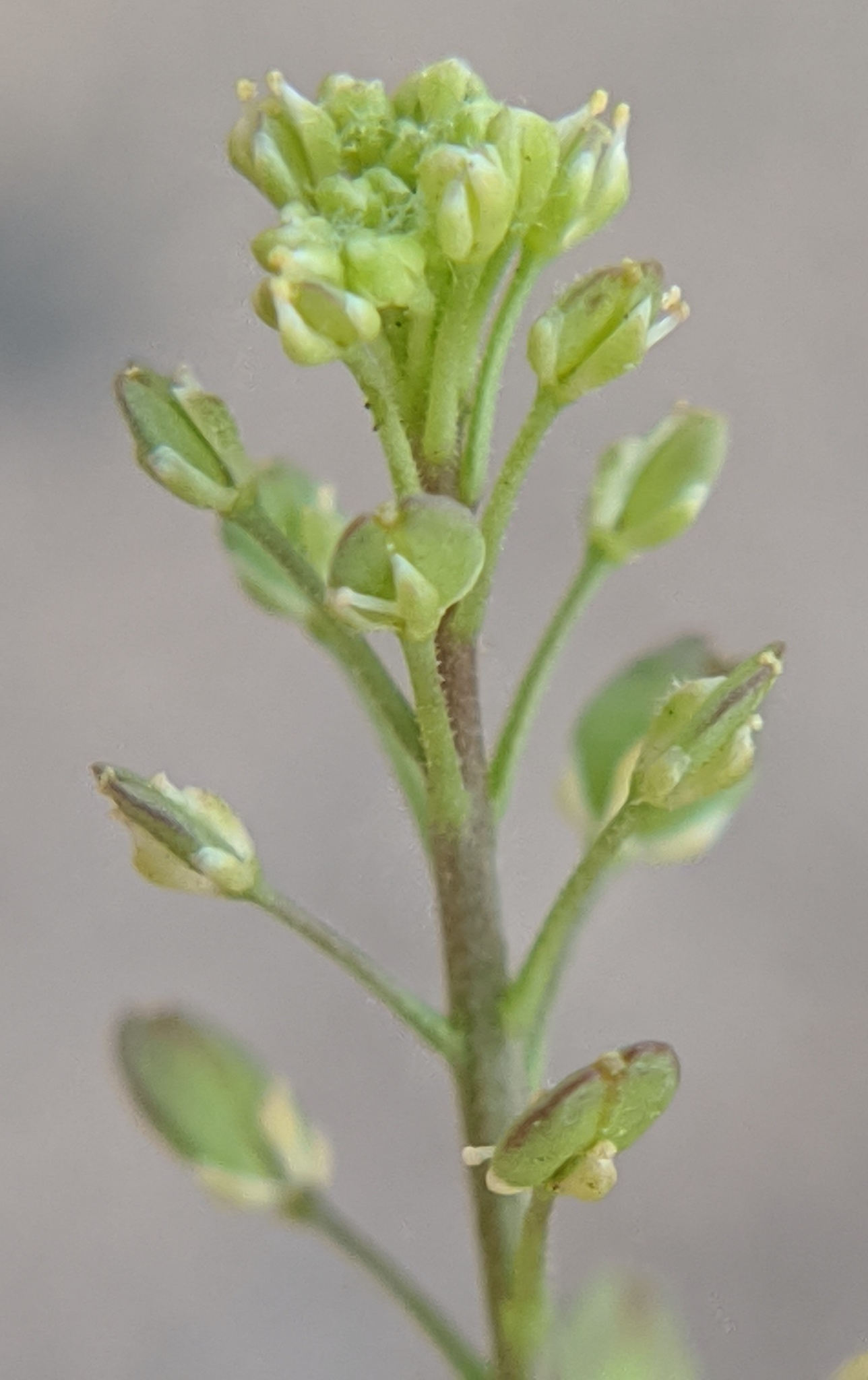
Bloeiwijze
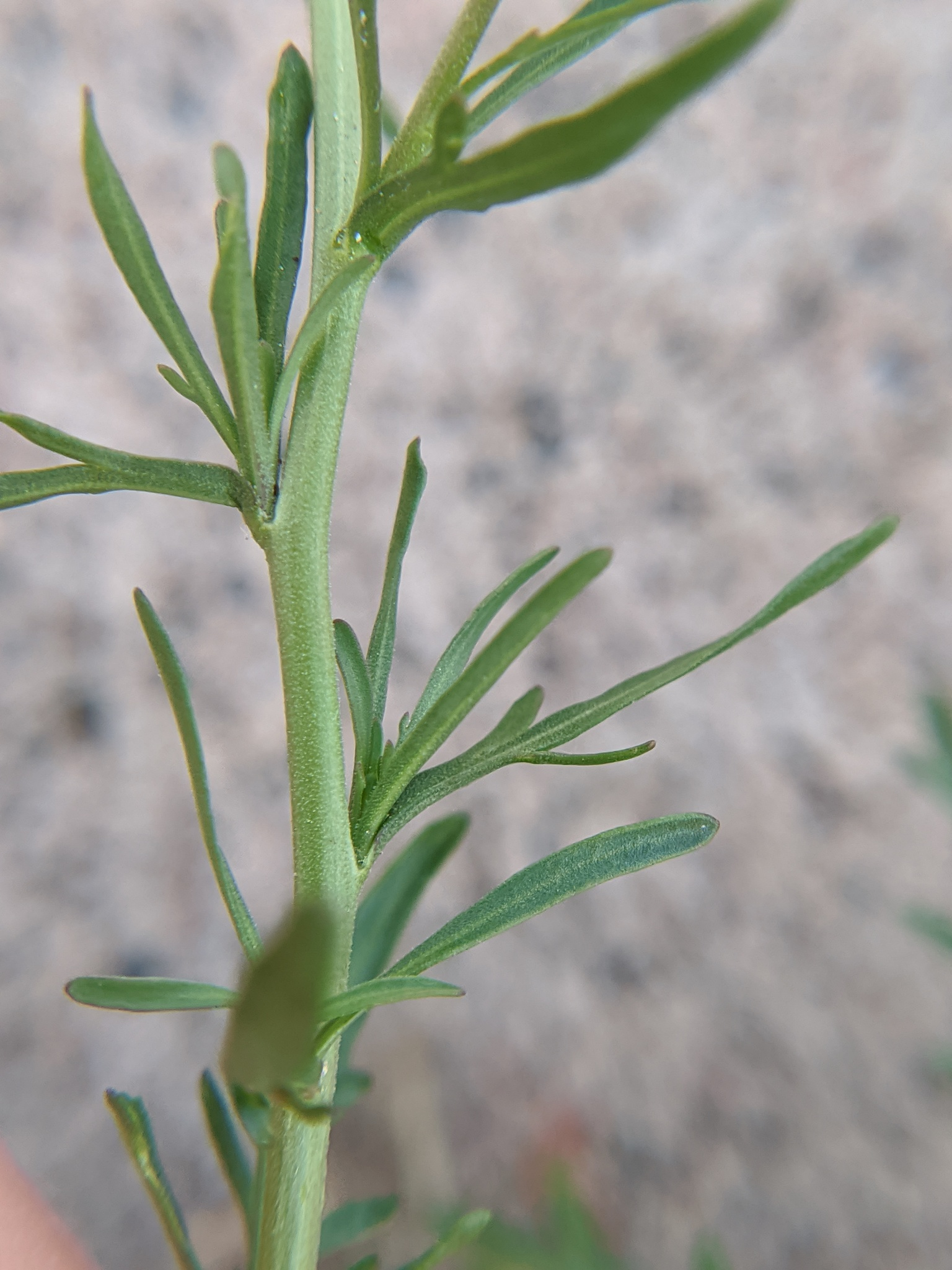
Stengel
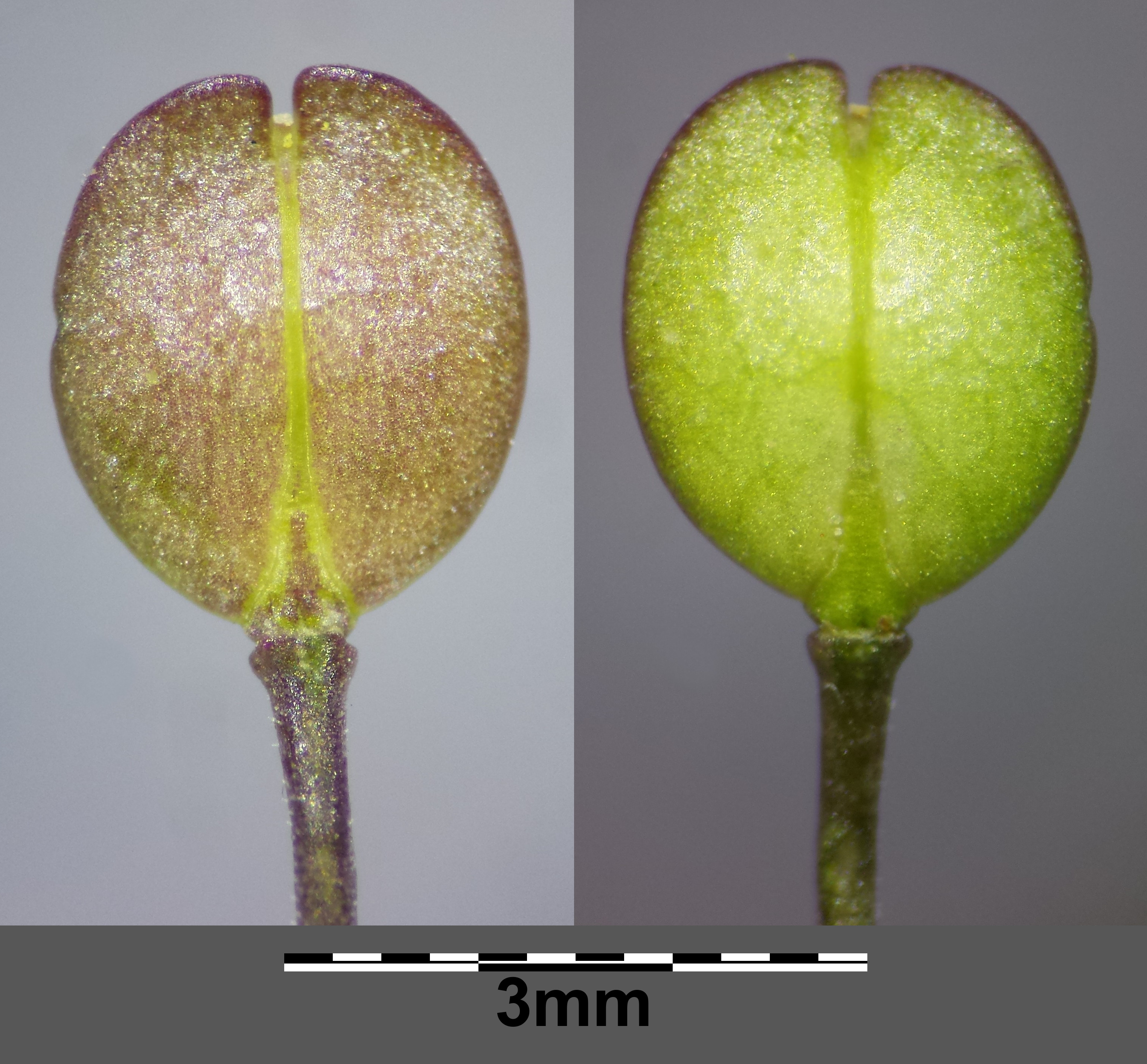
Vruchten
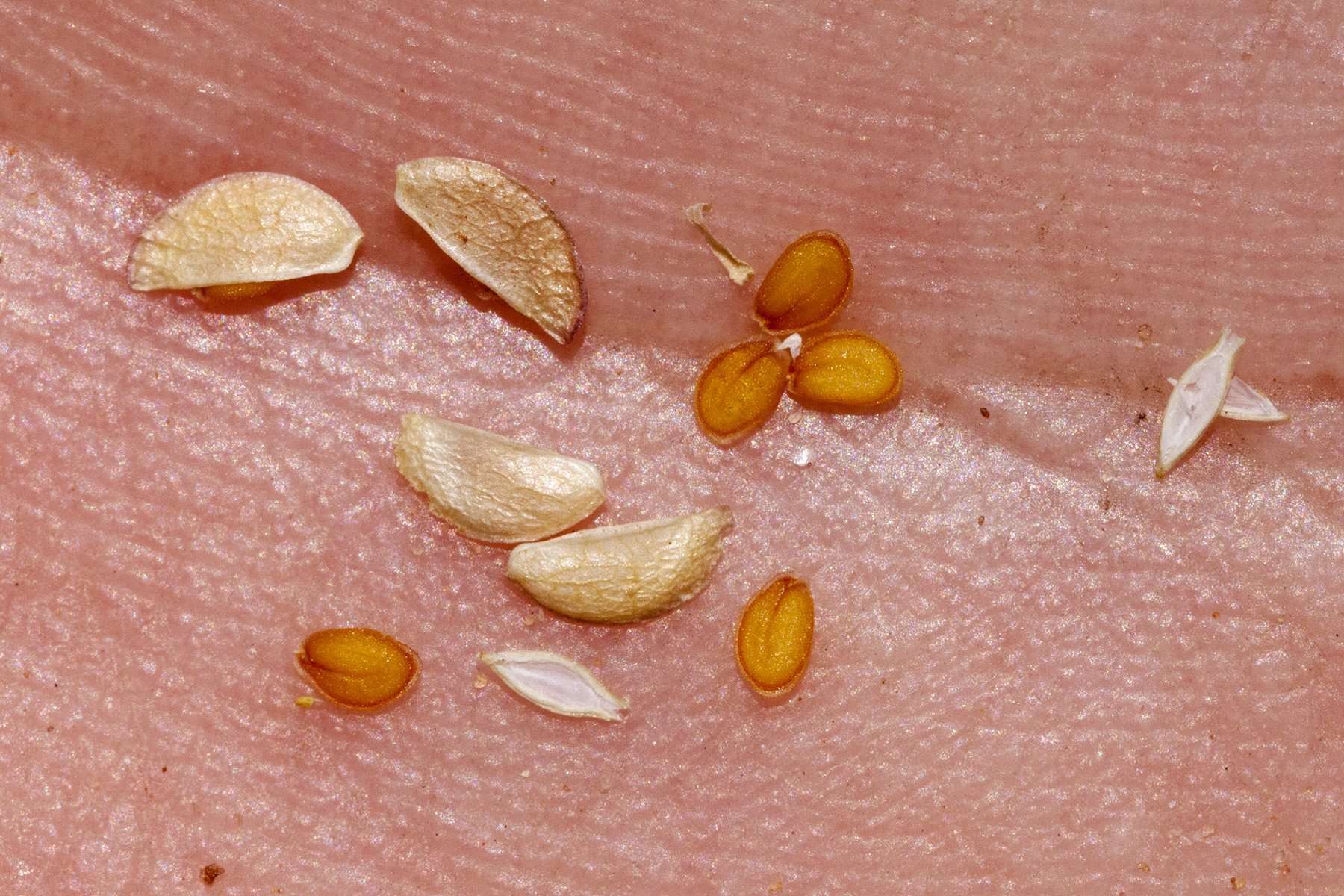
Zaden

Dichtbloemige kruidkers is te vinden op open, zonnige en warme, min of meer voedselrijke en omgewerkte, droge en niet humeuze, zwak basische en min of meer stikstofrijke, iets kalkhoudende zand- en leemgrond en verder op stenige plaatsen. De eenjarige plant groeit in akkers en op braakliggende grond, in open bermen, ruigten en langs voetpaden, op stortplaatsen en bij molens. Verder tussen straatstenen, op parkeerplaatsen en in plantsoenen, op industrie-, haven- en spooremplacementen, in grindputten en op andere ruderale plekken. Verkommerde exemplaren, waar de overige kenmerken niet of slecht ontwikkeld zijn, kunnen naast de afwezigheid van een geur herkend worden aan de bovenste stengelharen. Deze zijn zeer kort en papilleus, recht of iets gebogen en hebben een stompe tot knotsvormige top.